# Orchestre philharmonique de New York

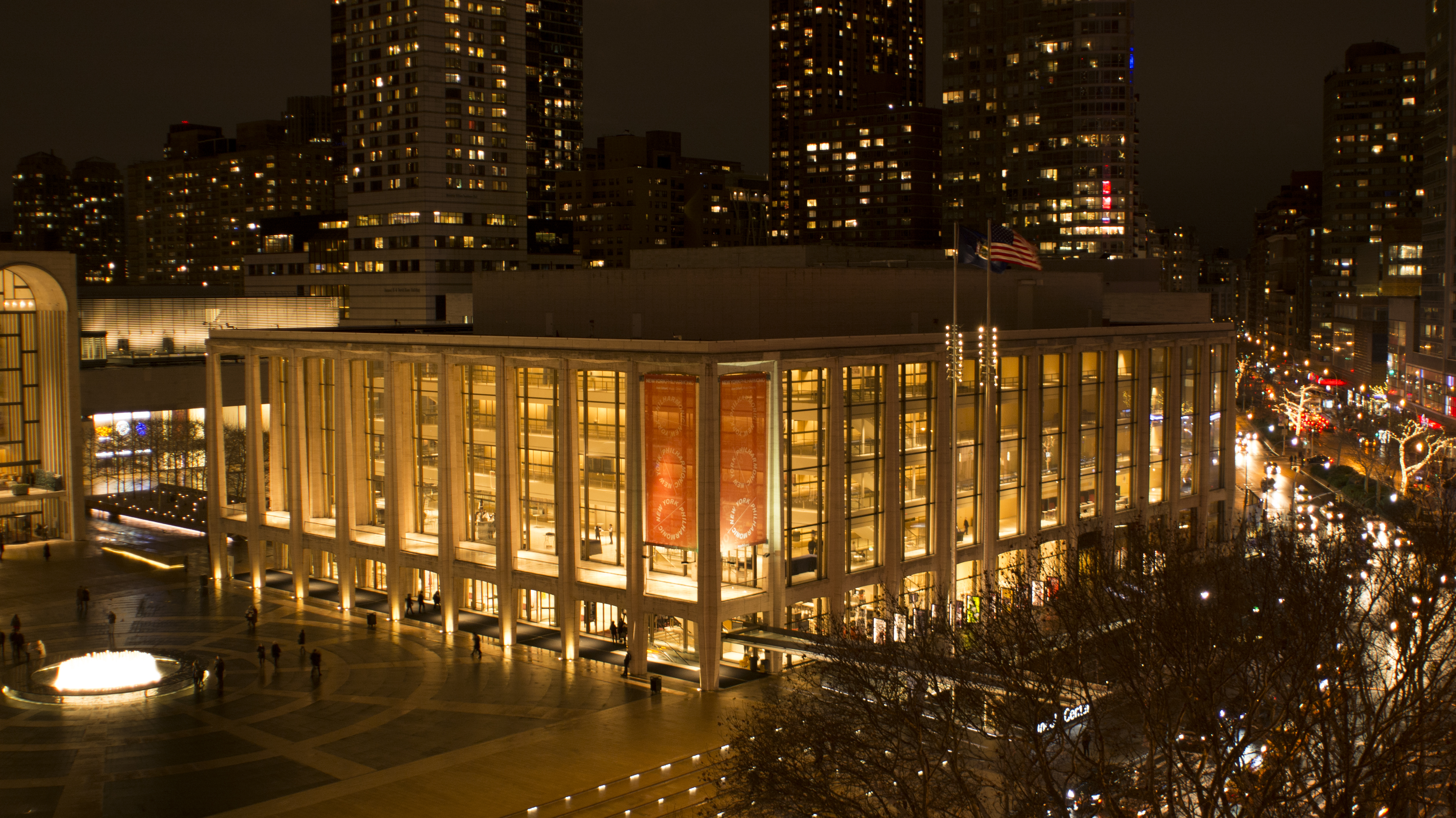
Le David Geffen Hall du Lincoln Center, résidence de l'Orchestre philharmonique de New York.

L'Orchestre philharmonique de New York (en anglais : New York Philharmonic) est le plus ancien orchestre symphonique américain et l'un des plus réputés. En 2019, il se produit principalement au David Geffen Hall, une salle de concert du Lincoln Center.

## Histoire
L'orchestre, créé par Ureli Corelli Hill, a donné la Symphonie nº 5 de Beethoven pour son concert inaugural le 7 décembre 1842. D'autres orchestres symphoniques avaient existé à New York avant cette date, mais n'avaient pu s'imposer. Le philharmonique, en revanche, connut une popularité croissante et un effectif en constante augmentation. À la fin du XIXe siècle, il se retrouva en compétition avec d'autres orchestres du pays, dont l'Orchestre symphonique de Boston qui venait régulièrement se produire à New York.
En 1893, le Philharmonique de New York, dirigé par Anton Seidl, créa en première mondiale la Symphonie nº 9, dite "Du nouveau monde", de Dvořák, qui contribua à la renommée internationale de l'orchestre. Cependant, c'est en 1909 que l'orchestre prit réellement son essor, avec sa complète professionnalisation. Gustav Mahler, célèbre de nos jours principalement comme compositeur, fut son premier chef d'orchestre.
L'orchestre a souvent commandé de nouvelles œuvres à des compositeurs contemporains, et s'est trouvé à la pointe de l'innovation technologique. En 1922, il fut le premier orchestre important à donner un concert retransmis à la radio (bien que cette première soit également revendiquée par l'Orchestre symphonique de Détroit). Dès 1930, ces émissions radiophoniques sont diffusées à travers toute l'Amérique et continuent de l'être de nos jours.
Le Philharmonique de New York a gagné et conservé une excellente réputation en matière de pédagogie musicale. Les concerts donnés par de jeunes interprètes (Young People's Concerts), initiés le 27 mars 1924  par Ernest Schelling, sont devenus célèbres sous la direction de Leonard Bernstein. Ils sont diffusés au niveau national et sont disponibles en CD.
L'orchestre était officiellement en résidence au Carnegie Hall jusqu'en 1962, année où il déménagea au Philharmonic Hall (renommée Avery Fisher Hall, puis David Geffen Hall), dans le Lincoln Center. En juin 2003, le Philharmonique de New York manifesta son intention de retourner au Carnegie Hall en 2006, mais le Lincoln Center a promis une amélioration de la qualité de ses services, ce qui lui a permis de conserver l'orchestre dans ses murs.
L'orchestre a été dirigé par de nombreux directeurs musicaux et chefs d'orchestre renommés, parmi lesquels Gustav Mahler, Arturo Toscanini, Bruno Walter, Leopold Stokowski, Dimitri Mitropoulos, Leonard Bernstein, et Pierre Boulez. De 1978 à 1991, Zubin Mehta en fut le principal chef d'orchestre. Kurt Masur et Lorin Maazel lui ont succédé, et à partir 2009, Alan Gilbert occupe le poste (le premier chef de l'histoire de l'orchestre né à New York). Le chef néerlandais Jaap van Zweden a été nommé pour lui succéder à compter de la saison 2017-2018.
Les musiciens les plus prestigieux ont aussi été invités à diriger l'orchestre philharmonique de New York. On peut notamment citer, outre les titulaires, parmi les compositeurs : Richard Strauss, Georges Enesco, John Williams, Igor Stravinsky ou Aaron Copland et, parmi les chefs : Otto Klemperer, Wilhelm Furtwängler, Klaus Tennstedt, Erich Leinsdorf ou Guido Cantelli.
En 2023, le chef d'orchestre vénézuélien Gustavo Dudamel est nommé directeur musical de l'Orchestre philharmonique de New York à compter de la saison 2026-2027.

## Directeurs musicaux
Comme directeurs musicaux de l'orchestre se sont succédé :
- Ureli Corelli Hill (1842–1847)
- Theodore Eisfeld (1848–1865)
- Carl Bergmann (1855–1876)
- Leopold Damrosch (1876–1877)
- Theodore Thomas (1877–1891)
- Anton Seidl (1891–1898)
- Emil Paur (1898–1902)
- Walter Damrosch (1902–1903)
- Vassili Safonov (1906–1909)
- Gustav Mahler (1909–1911)
- Josef Stransky (1911–1923)
- Willem Mengelberg (1922–1930)
- Arturo Toscanini (1928–1936)
- John Barbirolli (1936–1941)
- Artur Rodzinski (1943–1947)
- Bruno Walter (1947–1949)
- Leopold Stokowski (1949–1950)
- Dimitri Mitropoulos (1949–1958)
- Leonard Bernstein (1958–1969)
- George Szell (conseiller musical, 1969–1970)
- Pierre Boulez (1971–1977)
- Zubin Mehta (1978–1991)
- Kurt Masur (1991–2002)
- Lorin Maazel (2002-2009)
- Alan Gilbert (2009-2018)
- Jaap van Zweden (2018-)